# Maksim Stojanac
Maksim Stojanac (Antwerpen, 29 december 1997) is een Belgische zanger, presentator en acteur. Voor zijn overstap naar het acteren, dansen en zingen bij #LikeMe, waar hij de rol van Vince Dubois in vertolkt, was hij voetballer bij de beloften van Sint-Job. Voordien speelde hij bij Antwerp en later bij Beerschot. Stojanac was in 2022 presentator van The Voice Kids, samen met An Lemmens. Op 6 mei 2022 werd zijn eerste eigen album Maksim uitgebracht.
Stojanac deed in 2022 mee aan het tweede seizoen van BV Darts op VTM, dat hij tevens won door in de finale Hans Van Alphen te verslaan.
In 2023 won Stojanac met zijn versie van Ik voel me zo verdomd alleen van Danny de Munk het eerste seizoen van Tulpen uit Antwerpen op Play4. Ook deed hij mee in het programma The Masked Singer, waar hij werd ontmaskerd als Leeuw.
Het nummer Ik wil dat je liegt dat hij samen met Hannah Mae bracht werd op 31 augustus 2024 de winnaar van de Radio 2 Zomerhit.
Het nummer Blote Voeten van zijn album Maksim werd in 2024 gebruikt bij de aftiteling van de speelfilm Young Hearts.

## Filmografie

### Film
| jaar | Titel        | Rol     | Opmerkingen |
| ---- | ------------ | ------- | ----------- |
| 2024 | De z van zus | Clement | Bijrol      |

### Televisie
| jaar       | Titel                      | Rol              | Opmerkingen          |
| ---------- | -------------------------- | ---------------- | -------------------- |
| 2019-2024  | #LikeMe                    | Vince Dubois     | Hoofdrol             |
| 2020       | #LikeMe Winterspecial      | Vince Dubois     | Hoofdrol             |
| 2021       | Surprise #LikeMe           | Vince Dubois     | Hoofdrol             |
| 2021       | Lisa                       | Milan            | Bijrol               |
| 2021, 2022 | Waarheid, durven of doen   | Zichzelf         | Gast                 |
| 2022       | The Voice Kids             | Zichzelf         | Presentator          |
| 2022       | BV Darts                   | Zichzelf         | Kandidaat en winnaar |
| 2023       | Tulpen uit Antwerpen       | Zichzelf         | Kandidaat en winnaar |
| 2023       | The Masked Singer          | Leeuw            | Kandidaat            |
| 2024       | Radio 2 Zomerhit           | Zichzelf         | Kandidaat en winnaar |
| 2023       | De laatste dag             | Gilles           | Bijrol               |
| 2024       | Ik vraag het aan           | Zichzelf         | Gast                 |
| 2024       | Flikken Maastricht         | Nikola Pantelic  | Gastrol              |
| 2024       | Kameleon                   | Laurens          | Gastrol              |
| 2024       | Onopgelost                 | Jochem           | Hoofdrol             |
| 2025       | Liefde voor muziek         | Zichzelf         | Deelnemer            |
| 2025       | Assisen: De internaatmoord | Joris Mathijssen | Bijrol               |

## Discografie

### Albums
| Album     | Verschijnen     | Label             | Hitlijsten | Hitlijsten | Opmerkingen |
| Album     | Verschijnen     | Label             | BE (VL)    | BE (VL)    | Opmerkingen |
| Album     | Verschijnen     | Label             | Piek       | Weken      | Opmerkingen |
| --------- | --------------- | ----------------- | ---------- | ---------- | ----------- |
| Maksim    | 6 mei 2022      | Universal Records | 1 (1 wk)   | 38         | Studioalbum |
| Dagdromer | 26 oktober 2024 | Universal Records | 1 (2 wk)   | 1*         | Studioalbum |

### Nummers met notering(en) in een hitlijst
| Lied                                           | Verschijnen       | Album     | Hitlijsten | Hitlijsten | Hitlijsten  | Hitlijsten  | Opmerkingen            |
| Lied                                           | Verschijnen       | Album     | BE (VL)    | BE (VL)    | NL (Top 40) | NL (Top 40) | Opmerkingen            |
| Lied                                           | Verschijnen       | Album     | Piek       | Weken      | Piek        | Weken       | Opmerkingen            |
| ---------------------------------------------- | ----------------- | --------- | ---------- | ---------- | ----------- | ----------- | ---------------------- |
| Vechten voor je                                | 24 september 2021 | Maksim    | 25         | 9          | —           | —           |                        |
| Alleen met mij                                 | 14 januari 2022   | Maksim    | 34         | 7          | —           | —           |                        |
| Zonder mij                                     | 30 maart 2022     | Maksim    | 39         | 6          | —           | —           | Gouden plaat           |
| Onder invloed                                  | 23 maart 2023     | Dagdromer | 8          | 21         | —           | —           | Gouden plaat           |
| Dat hadden wij moeten zijn (met Emma Heesters) | 8 september 2023  | Dagdromer | 7          | 26         | tip18       | —           | MNM-Big Hit            |
| Ik wil dat je liegt (met Hannah Mae)           | 23 mei 2024       | Dagdromer | 1(2wk)     | 42         | 10          | 14*         | Platina plaat          |
| Als ik voor jou kon kiezen                     | 7 oktober 2024    | Dagdromer | 16         | 21         |             |             |                        |
| Echte mannen                                   | 30 april 2025     |           | 47         | 1          |             |             | Uit Liefde voor muziek |
| Sparen voor de nacht (met Guus Meeuwis)        | 28 mei 2025       |           | 42         | 1*         |             |             |                        |

## Optredens
| Datum      | Plaats    | Zaal                           | Opmerkingen                                           |
| ---------- | --------- | ------------------------------ | ----------------------------------------------------- |
| 23/06/2022 | Brussel   | Ancienne Belgique - Club       | Voorprogramma: Haris Secret guest: Olivia Trappeniers |
| 03/11/2022 | Antwerpen | Trix                           | Voorprogramma: Haris                                  |
| 15/02/2024 | Leuven    | Het Depot                      | Voorprogramma: Haris                                  |
| 17/02/2024 | Antwerpen | Trix                           | Voorprogamma: Haris Special Guest: Emma Heesters      |
| 14/03/2025 | Brussel   | Ancienne Belgique - Grote Zaal |                                                       |
| 15/03/2025 | Amsterdam | Melkweg - UP                   | Eerste concert in Nederland                           |
| 08/05/2025 | Utrecht   | TivoliVredenburg               |                                                       |
| 09/05/2025 | Rotterdam | Rotown                         |                                                       |

## Privé
Stojanac is geboren in Antwerpen, zijn vader is Servisch en zijn moeder is Russisch en Oekraïens.
Stojanac studeerde bedrijfsmanagement aan de Karel de Grote Hogeschool. Ook speelde Maksim in het beloftenelftal van Royal Antwerp FC, alvorens de keuze voor de muziekindustrie te maken.

## Cd
Na vier seizoenen #LikeMe is Stojanac solo gegaan. Zijn debuutplaat heet Maksim.